# Bernd Scholz-Reiter
Bernd Scholz-Reiter (* 29. Mai 1957) ist ein deutscher Wirtschaftsingenieur. Er war von 2012 bis 2022 Rektor der Universität Bremen.

## Leben
Scholz-Reiter studierte Wirtschaftsingenieurwesen-Fachrichtung Maschinenbau an der Technischen Universität Berlin. Nach seiner Promotion 1990 in Berlin über die „Konzeption eines rechnergestützten Werkzeugs zur Analyse und Modellierung integrierter Informationssysteme in Produktionsunternehmen“ war er bis Ende 1991 als IBM World Trade Postdoctoral Fellow am IBM T. J. Watson Research Center, Yorktown Heights, N.Y., USA. Dort arbeitete er im Bereich Manufacturing Research. Im Anschluss arbeitete er als Wissenschaftlicher Assistent an der TU Berlin. 1994 wurde er auf den neuen Lehrstuhl Industrielle Informationstechnik der Brandenburgischen Technischen Universität Cottbus berufen. Von 1998 bis 2000 war Scholz-Reiter in Personalunion Leiter des von ihm gegründeten Fraunhofer-Anwendungszentrums Logistiksystemplanung und Informationssysteme in Cottbus.
Seit 2000 ist Scholz-Reiter im Fachgebiet Planung und Steuerung produktionstechnischer Systeme im Fachbereich Produktionstechnik an der Universität Bremen tätig. Seit 2002 leitet er das Bremer Institut für Produktion und Logistik (BIBA); seit 2007 als Geschäftsführer. 2011 wurde er als Nachfolger von Wilfried Müller zum Rektor der Universität Bremen gewählt und war vom September 2012 bis August 2022 im Amt.

## Mitgliedschaften
Scholz-Reiter ist Ordentliches Mitglied der Deutschen Akademie der Technikwissenschaften (acatech), Ordentliches Mitglied der Berlin-Brandenburgischen Akademie der Wissenschaften, Fellow der International Academy for Production Engineering (CIRP), Mitglied der Wissenschaftlichen Gesellschaft für Produktionstechnik (WGP), Mitglied der Hochschullehrergruppe Arbeits- und Betriebsorganisation (HAB), Mitglied der European Academy of Industrial Management (AIM) und Mitglied des Beirats des Schlesinger Laboratory for Automated Assembly des Technion – Israel Institute of Technology, Haifa, Israel.
Von 2002 bis 2007 war Scholz-Reiter Mitglied des Senats- und Bewilligungsausschusses für die Sonderforschungsbereiche der Deutschen Forschungsgemeinschaft (DFG). Von 2007 bis 2012 war er Vizepräsident der DFG.
Scholz-Reiter ist Sprecher des Sonderforschungsbereichs 637 „Selbststeuerung logistischer Prozesse – Ein Paradigmenwechsel und seine Grenzen“, der International Graduate School for Dynamics in Logistics der Universität Bremen sowie des Bremen Research Cluster for Dynamics in Logistics.
Er gibt die Fachzeitschriften Industrie Management und ProductivITy Management heraus und ist Mitglied in Editorial Boards mehrerer internationaler Fachzeitschriften.

## Rektor der Universität Bremen
Scholz-Reiter ging davon aus, dass die Uni Bremen ein Maximum aus Landesmitteln, an Studierenden und Mitarbeitern erreicht hat und nicht weiter wachsen kann. Er sieht eine der wichtigsten Aufgaben darin, die Räumlichkeiten der Universität auszubauen, um den 170 durch die Exzellenzinitiative 2012 neu angestellten Mitarbeitern gute Arbeitsmöglichkeiten zu schaffen. Den Status Exzellenzuniversität verlor die Universität Bremen aber in der Folgeausschreibung in 2017 wieder. Im Rektoren-Ranking des Deutschen Hochschulverbandes belegte Scholz-Reiter in seiner Amtszeit durchgehend einen Rang im letzten Drittel. 2018 veröffentlichte der NDR, dass Scholz-Reiter mehr als 13 mal in pseudowissenschaftlichen Journalen publiziert habe.